# Une pierre dans la bouche
Une pierre dans la bouche és una pel·lícula franco-saudita dirigida per Jean-Louis Leconte i estrenada el 1983.

## Sinopsi
Tony és un gàngstger americà recent desembarcat és perseguit de nit per dos assassins que el fereixen i s'acaba amagant en una casa de Victor, un antic actor ara cec. S'estableix una amistat còmplice.

## Repartiment
- Harvey Keitel : Tony
- Michel Robin : Victor
- Richard Anconina : Marc
- Catherine Frot : Jacqueline
- Geneviève Mnich : Suzanne
- Bruno Balp : Daniel
- Jeffrey Kime : assassí americà
- Hugues Quester : automobilista
- Jacques Boudet : emcarregat de la benzinera